# Compsaditha camponota
Compsaditha camponota är en spindeldjursart som beskrevs av Sivaraman 1980. Compsaditha camponota ingår i släktet Compsaditha och familjen Tridenchthoniidae. Inga underarter finns listade i Catalogue of Life.